# Осінкі (Сувальський повіт)
Осінкі (пол. Osinki) — село в Польщі, у гміні Сувалки Сувальського повіту Підляського воєводства.
Населення — 155 осіб (2011).
У 1975—1998 роках село належало до Сувальського воєводства.

## Демографія
Демографічна структура станом на 31 березня 2011 року:
|          | Загалом | Допрацездатний вік | Працездатний вік | Постпрацездатний вік |
| -------- | ------- | ------------------ | ---------------- | -------------------- |
| Чоловіки | 77      | 18                 | 50               | 9                    |
| Жінки    | 78      | 18                 | 42               | 18                   |
| Разом    | 155     | 36                 | 92               | 27                   |